# Kläranlage Duisburg Kleine Emscher
Die Kläranlage Duisburg Kleine Emscher wurde 1965 als erste biologische Großkläranlage nahe dem Rhein in Duisburg errichtet. 1999 wurde sie stillgelegt.

## Entwicklung
Die Mündung der Emscher in den Rhein musste aufgrund von Bergsenkungen mehrfach rheinabwärts verlegt werden. An den Mündungen entstanden Klärwerke, die auch nach Abtrennung der Flussabschnitte weiterbetrieben wurden. Neben der Kläranlage Kleine Emscher gibt es heute noch die Kläranlage Duisburg Alte Emscher  das Klärwerk Emschermündung, das Klärwerk Bottrop und die Kläranlage Dortmund-Deusen an der Emscher. Betreiber ist die Emschergenossenschaft.
Da die Kläranlage Kleine Emscher nicht mehr dem Stand der Technik entsprach und die nur wenige Kilometer entfernte Kläranlage Alte Emscher brachliegende Kapazitäten hatte, entschloss man sich die Abwässer dorthin umzuleiten. Seit 1999 ist deshalb die Kläranlage an der Kleinen Emscher stillgelegt. Sie wurde im Rahmen des Emscherumbaus bis 2010 zu einem Regenrückhaltesystem umgebaut.